# Mosquer gris
El mosquer gris (Empidonax wrightii) és un ocell de la família dels tirànids (Tyrannidae).

## Hàbitat i distribució
Habita boscos àrids, artemisa, pins i ginebres de Nord-amèrica, des del sud de l'Washington, extrem sud de la Colúmbia Britànica, centre i est d'Oregon, sud d'Idaho i sud de Wyoming, nord-est d'Utah i centre de Colorado, cap al sud fins al sud de Califòrnia i sud de Nevada, centre d'Arizona i sud de Nou Mèxic.